# Ангина са нормалним коронарним артеријама
Ангина са нормалним коронарним артеријама један је од поремећаја у кардиологији који се карактерише симптомима типичне коронарне артеријске болести, код већине пацијената са очигледном ангином пекторис и „нормаланим” ангиограмом. Због несигурних доказа, чак и искусни лекар може, код оваквих болесника често нелагодност у грудима, да повеже са већим бројем других несрчаних поремећаја а не са пекторалном ангином.

## Општа разматрања
У великој већини пацијената са ангином, њихови симптоми су узроковане типичном болешћу коронарних артерија (КАБ), у којима атеросклерозне плоча делимично спречавају нормалан проток крви кроз коронарне артерије. У овим случајевима тест стрес најћешће указује на дискретну блокаду у једној или више коронарних артерија, док се коронарном ангиографијом лако идентификује број и локација опструкција, сужења или препрека.

## Етиологија
Стања која могу изазвати ангину код „нормалних” коронарних артерија, укључују неколико промена на срца и медицинска стања могу довести до ангине без атеросклеротских плакова који изазивају дискретну блокаду у коронарним артеријама. Неки од ових стања укључују коронарне артерија, а друга индиректно укључују коронарне артерије.

### Стања која укључују коронарне артерије
Према досадашњим истраживањима постоји бар четири поремећаја функција коронарних артерија које могу проузроковати срчану исхемије и ангину без стварања блокаде (опструкције) које се може виде на ангиографији. Ова стања чешће је јављају код жена, иако су понекад присутна и код мушкараца.
Осим тога, сва четири стања имају карактеристике које би требало да упозоре лекара (такође и болесника) да симптоми по својој природи, код болесника потичу од срца, упркос привидно „нормалном” ангиограму - и треба да доведу до даље дијагностичке евалуације и на крају до одговарајуће терапије. У ова четири стања спадају:
- Принцметалова ангина - озбиљан грч коронарних артерија.
- Срчани синдром - микроваскуларна ангина или стање које укључује мале коронарне артерије, код којих се због малог промера, не могу видети промене на коронарном артеријском ангиограму.[5]
- Женска форма КАБ - недовољно призната форма атеросклеротичне КАБ која се јавља претежно код жена.
- Ерозија коронарне артерије - чир (улкус), као лезија у коронарним артеријама коју је немогуће видети на ангиографији, али која може довести до акутног коронарног синдрома.[6]

### Стања која индиректно укључују коронарне артерије
Понекад се ангина пекторис може манифестовати када делови срчаног мишића не добијају довољно кисеоника, иако су саме коронарне артерије потпуно нормалне. Најчешћа стања која могу произвести ангину без коронарне болести укључују:
- Изузетно низак крвни притисак, што може јавити у шоку због крварења,
- Тешка анемија,
- Изузетно тежак напор,
- Тежак ментални стрес (као непрекидан срчани синдром),
- Тежи облик хипертиреозе,
- Непрекидна тахикардија,[7]
- Тешка хипертензија,
- Тежи облик хипертрофије срчаних комора.

У принципу, ова стања се јављају код пацијената који су тешко (хронично) болесни, тако да је ангина пекторис код њих обично само један од низа симптома. Дакле, искусни лекари који брину о овим болесницима највероватније не могу поставити погрешну дијагнозу и поред одсуства класичне КАБ.

## Значај правилне дијагностике
Ако је особа женског пола, и има симптоме ангине са нормалним коронарним артеријама, и „нормалним” ангиограмом, у разговору са лекарем морала би да још једном провери да ли је лекар пажљиво размотрио сваки од четири, напред наведена услова пре изрицања дијагнозе - „здрав”.

## Прогноза
Све досадашње студије показале су да је код пацијената са ангином и нормалним коронарних артеријама настанка тешких срчаних догађаја (смрт, инфаркт миокарда, отказивање срца) скоро идентична као и код особа исте старости и пола у односу на здраву контролну групу. Прогресивна оштећење леве коморе у једној студији утврђена јее код малог броја пацијената са ангином и блока леве срчане гране, али ови пацијенти су вероватно били под утицајем почетног облика проширене кардиомиопатије.
Упркос одличној прогнози, неки од пацијената са ангином и нормалним коронарним артеријама показују упорност и чак погоршање симптома ангине током времена. Епизоде ангине могу постати чешће, продужена, слабо реагују на медицински третман, а могу и знатно ограничити дневне активности болесника. Даље, тежи облик ангине може довести до примене честих неинвазивним тестовима, честих хоспитализација са поновљеним коронарним ангиографијама, као и честих одсуства или чак повлачења из посла.
Такође, утврђено је код ових пацијената теже нарушавање квалитет живота, што овај синдром чине социјално и економски релевантним обољењем срца.